# السحلية الحمراء

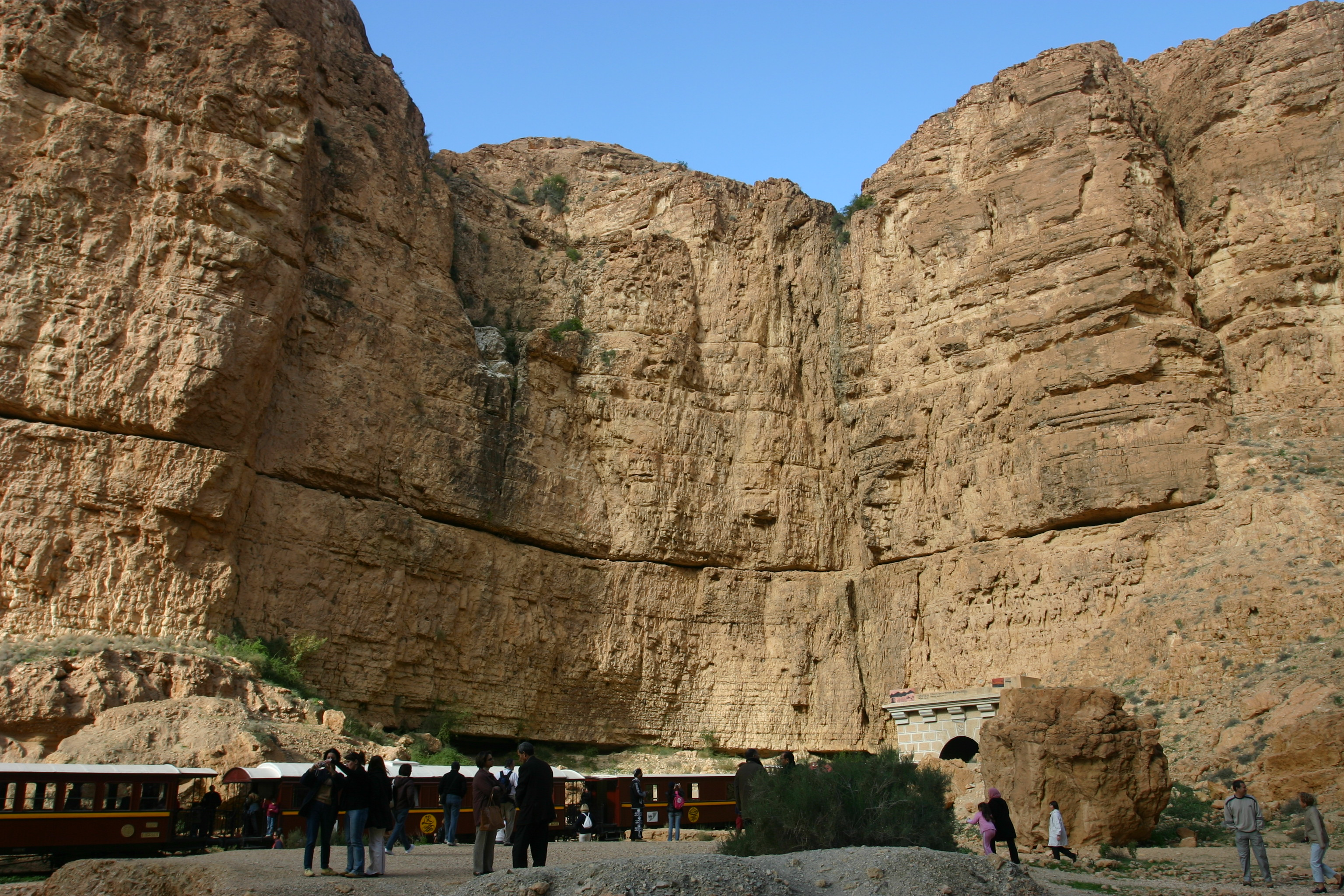
القطار الملقب بالسحلية الحمراء يقف على أحد مداخل منطقة الثالجة.

السحلية الحمراء أو الجرذون الأحمر (بالفرنسية: Le lézard rouge) هو اسم أطلق على قطار سياحي تونسي يمر عبر منطقة الثالجة، وهي تلعة توجد وسط وادي ثالجة. تكون عملية الانطلاق في محطة سكة حديد في المتلوي (مدينة تقع بين توزر وقفصة) في الوسط الغربي للبلاد، بعد ذلك يقطع القطار مسافة تقدر ب43 كم على سكك كانت تستخدم لإستخراج الفوسفات داخل عدة مناجم.

## التاريخ

خريطة مسار قطار السحلية الحمراء بين متلوي والرديف مع طريق منطقة الثالجة مبينة بالأحمر.

بعد أن صنع هذا القطار في ورشات روفان سنة 1910، من قبل شركة ديل وباكلون (فرنسا)، كان هذا القطار يستعمل لتنقل بايات تونس بين قصورهم ومكاتبهم في العاصمة التونسية. كان القطار مكون من عربة للباي، وعربة لمساعديه، وعربة-مطعم، وعربتين للأمتعة. ونقلت عربة الباي لغرف تصنيع الشركة التونسية لمزرعي السكك الحديدية في مدينة سيدي فتح لله سنة 1922 بعد تهيئة الخطوط بالخط المتري.

لوجوبية وجود عربة ملكية، كانت تهيئة وإعادة تصنيع العربة ذات ديكور غني وتتوفر فيه الكثير من الرفاهية والأناقة الكبيرة: خشب رفيع، جلد أحمر مع الفرو، خشب مطعم بالعاج، طلي الأرضية بالنحاس التي تتمثل في موضة كبيرة وراقية في بداية القرن العشرين في عدة محطات وقطارات ومنها «اورينت اكسبريس» و«تران بلو» و«نجم الشمال».
خلال حياته المهنية اللامعة، خدم القطار أخر ثلاث بايات حسينيين، وهم علي باي الأول ومحمد المنصف باي ومحمد الأمين باي، إضافة إلى عدة شخصيات أجنبية مرموقة. أصبح القطار رمزا لحقبة ماضية بعد أن حلت مكانه السيارة، وترك لسنوات عدة في مخازن العاصمة تونس.

في سنة 1974، وتحت مسمى ""السحلية الحمراء""، عاد القطار للخدمة بعد إتفاقية تم إبرامها بين الشركة الوطنية للسكك الحديدية التونسية وشركة ترانستور المتنازلة لهم لمدة قصيرة لوضع مسار يربط تونس بتوزر بدون توقف سوى بمحطة واحدة بالجم للسماح للركاب بزيارة قصر الجم الأثري الروماني. وبعد مراجعة تقنية وعمليات تطوير عاد القطار للخدمة في سنة 1984 مع الاستعمال المكثف، ولكن هذه المرة في مسار قصير المتلوي والرديف (خط حديد أنشأ بين 1906 و 1907) حيث يمر هذا المسار في منطقة الثالجة.

## القطار

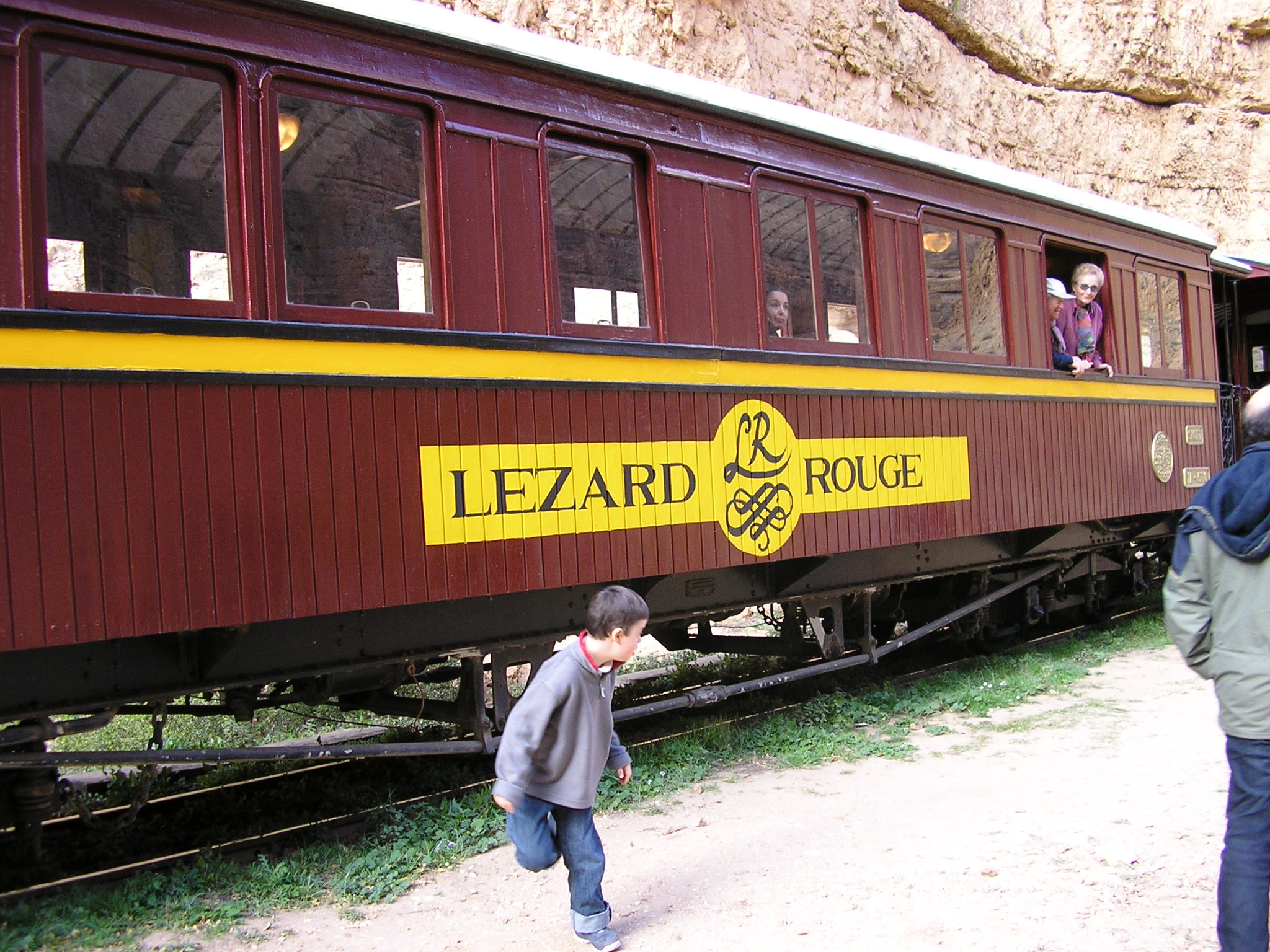
عربة للسحلية الحمراء

يتكون القطار من قاطرة ديزل تقود مجموعة من عربات القطار التي عددها ستة، ملونة بالأحمر وعليها خط أصفر ذهبي غليظ مخطط من الجوانب بالأسود. ومكتوب عليه في وسطه اسم ""السحلية الحمراء"" و""قطار سياحي"" باللغة العربية واللغة الفرنسية من الجهتين، بالإضافة إلى شعار الشركة الوطنية للسكك الحديدية التونسية المنقوش على لوحة برونزية.

هذا القطار السياحي يتكون من عربة صالون، وعربة حانة، وأربعة عربات مريحة منها إثنين من الدرجة الأولى.

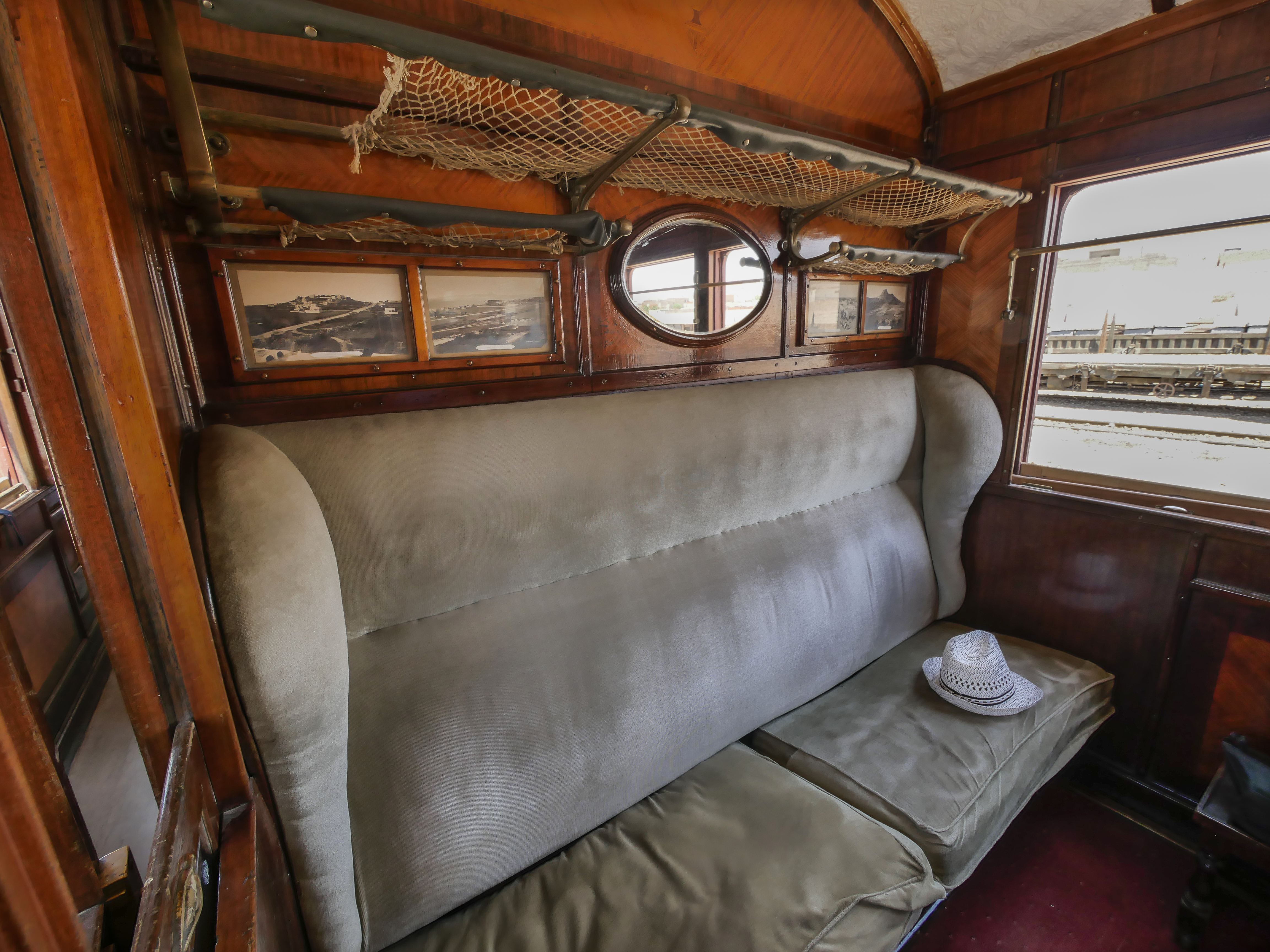
القطار من الداخل.
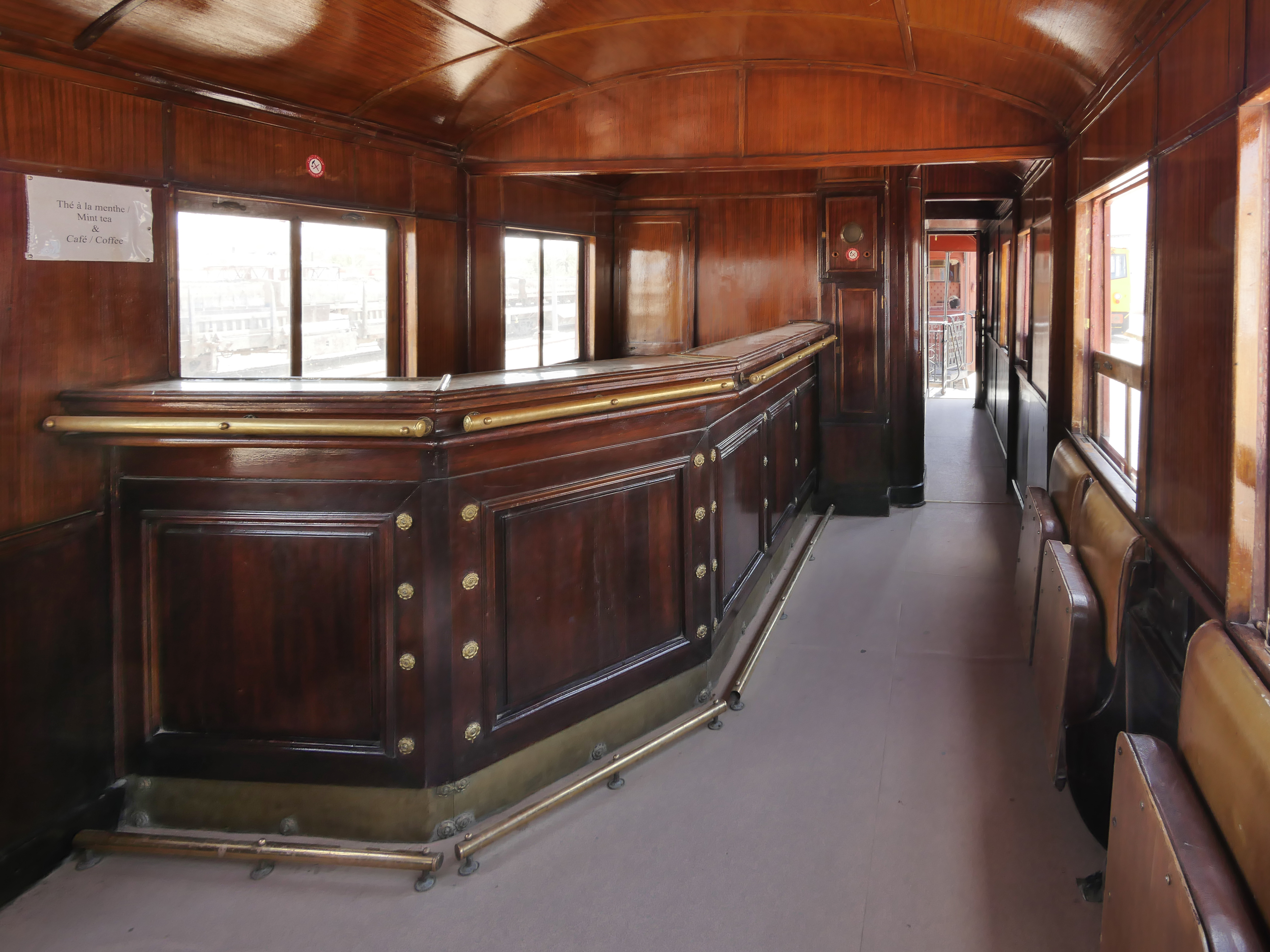
القطار من الداخل.
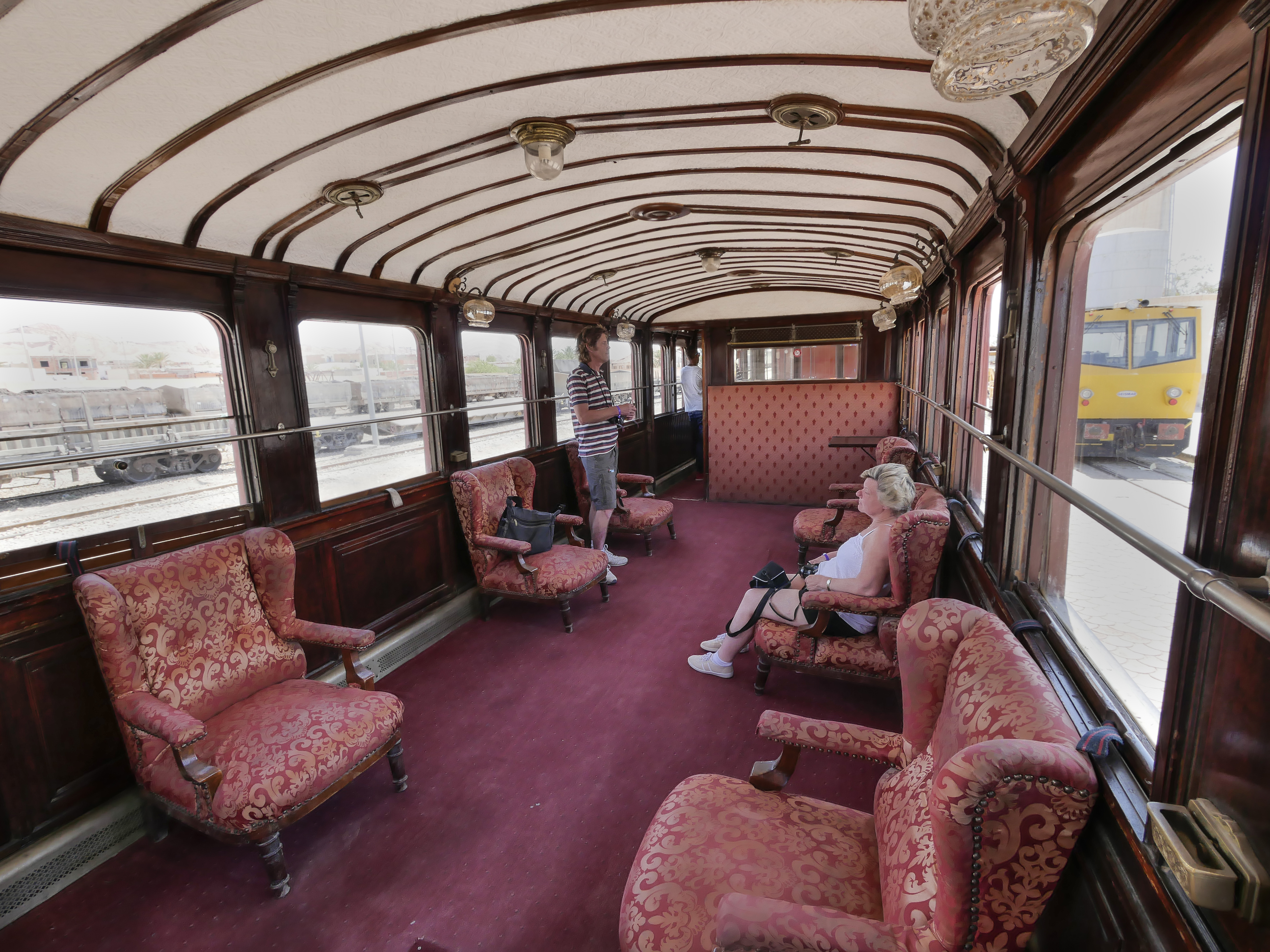
القطار من الداخل.

## معلومات عملية
هذا القطار ذو قدرة إستيعاب 116 شخص، يستقبل السائحين من محطة المتلوي، ويأخذهم في رحلة إستكشافية عبر منطقة الثالجة (واد (تلعة) لا يمكن عبوره في الوقت العادي) في حوالي 1 ساعة و 45 دقيقة. عملية زيادة عربات إضافية وعملية الهجوم على القطار بطريقة توماس إدوارد لورنس (لورنس العرب)، يمكن أن تقترح على المجموعات السياحية.

## الأسعار
تختلف الأسعار للركوب في هذا القطار حسب اختلاف الشريحة العمرية وهي كالتالي:
- البالغين: 20 دينار تونسي (ما يساوي 9.3 يورو و11.9 دولار أمريكي)
- الأطفال (2 إلى 12 سنة): 12,5 دينار تونسي (ما يساوي 5.8 يورو و7.4 دولار أمريكي)
- مجموعة مكونة من 25 شخص فأكثر: 
  - البالغين: 15 دينار تونسي (ما يساوي 7 يورو و8.9 دولار أمريكي)
  - الأطفال: 10 دينار تونسي (ما يساوي 4.6 يورو و5.9 دولار أمريكي)

## مقالات ذات صلة
- الشركة الوطنية للسكك الحديدية التونسية

## روابط خارجية
- الموقع الرسمي لقطار السحلية الحمراء.